# Matanza de Bolonia
La matanza de Bolonia (en italiano: strage di Bologna) tuvo lugar el sábado 2 de agosto de 1980. Se trata del acto terrorista más grave que haya sufrido Italia tras la Segunda Guerra Mundial, en el que murieron 85 personas y más de 200 resultaron heridas. La organización terrorista de extrema derecha Nuclei Armati Rivoluzionari reivindicó el atentado. 

## Desarrollo
A las 10:25 horas, explotó en la sala de espera de la estación de trenes de esta ciudad un artefacto colocado en una maleta abandonada. La detonación (producida por una mezcla de TNT y T4) se oyó alrededor de varios kilómetros y destruyó gran parte de la estación alcanzando de pleno el tren Ancona-Chiasso estacionado en el primer andén.
Aquel día, la estación estaba llena de turistas y de personas que iniciaban sus vacaciones o volvían de ellas. Al no ser suficientes las ambulancias para transportar a los heridos a los hospitales de la ciudad, se emplearon también autobuses y taxis.

## Listado de víctimas
(Tras el nombre, figura la edad de cada víctima en el momento del atentado)

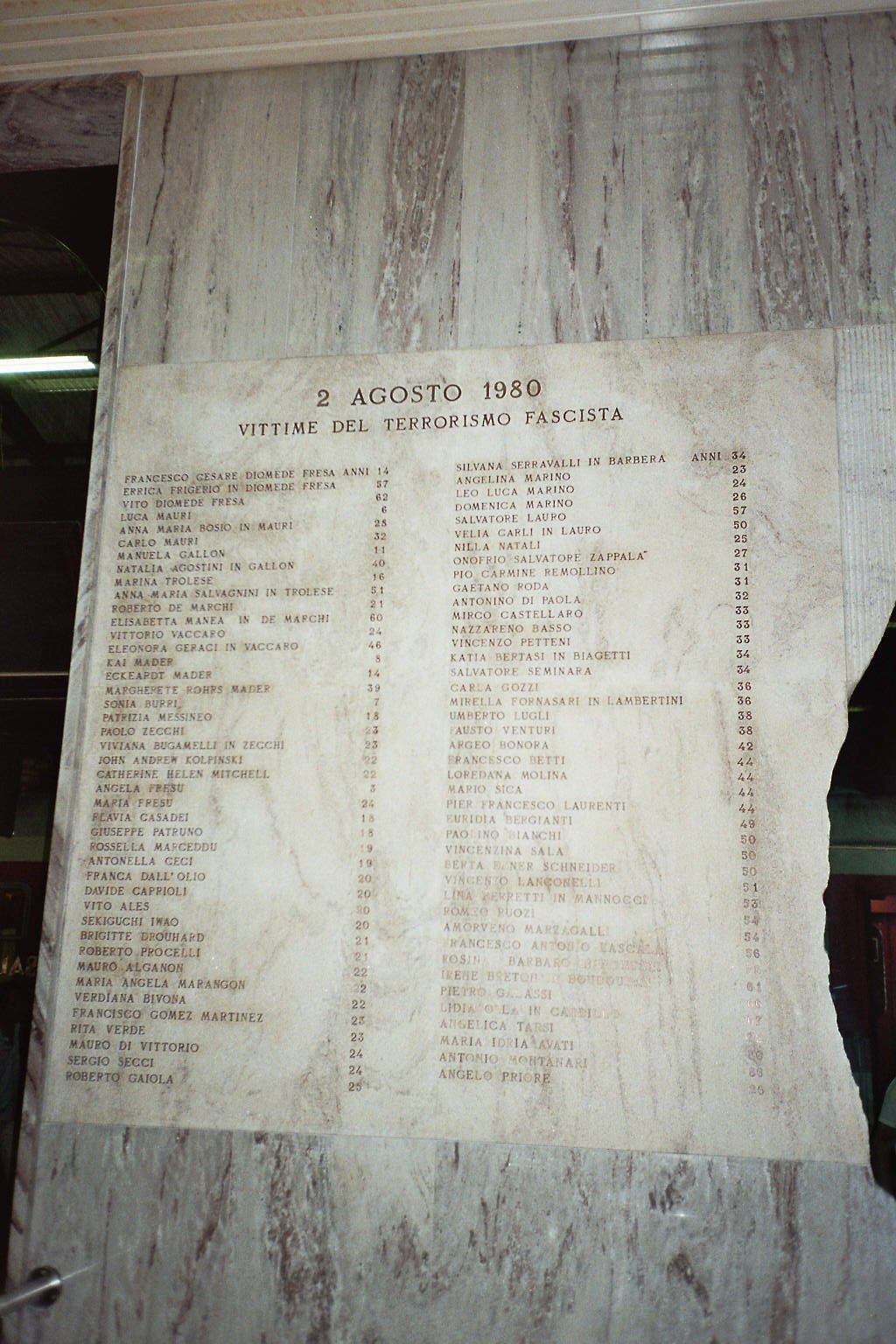
Placa conmemorativa de las víctimas de la matanza.

| - Antonella Ceci, 19 - Angela Marino, 23 - Leo Luca Marino, 24 - Domenica Marino, 26 - Errica Frigerio, 57 - Vito Diomede Fresa, 62 - Cesare Francesco Diomede Fresa, 14 - Anna Maria Bosio, 28 - Carlo Mauri, 32 - Luca Mauri, 6 - Eckhardt Mader, 14 - Margret Rohrs, 39 - Kai Mader, 8 - Sonia Burri, 7 - Patrizia Messineo, 18 - Silvana Serravalli, 34 - Manuela Gallon, 11 - Natalia Agostini, 40 - Marina Antonella Trolese, 16 - Anna Maria Salvagnini, 51 - Roberto De Marchi, 21 - Elisabetta Manea , 60 - Eleonora Geraci, 46 - Vittorio Vaccaro, 24 - Velia Carli, 50 - Salvatore Lauro, 57 - Paolo Zecchi, 23 - Viviana Bugamelli, 23 - Catherine Helen Mitchell, 22 | - John Andrew Kolpinski, 22 - Angela Fresu, 3 - Maria Fresu, 24 - Loredana Molina, 44 - Angelica Tarsi, 72 - Katia Bertasi, 34 - Mirella Fornasari, 36 - Euridia Bergianti, 49 - Nilla Natali, 25 - Franca Dall'Olio, 20 - Rita Verde, 23 - Flavia Casadei, 18 - Giuseppe Patruno, 18 - Rossella Marceddu, 19 - Davide Caprioli, 20 - Vito Ales, 20 - Iwao Sekiguchi, 20 - Brigitte Drouhard, 21 - Roberto Procelli, 21 - Mauro Alganon, 22 - Maria Angela Marangon, 22 - Verdiana Bivona, 22 - Francisco Gómez Martínez, 23 - Mauro Di Vittorio, 24 - Sergio Secci, 24 - Roberto Gaiola, 25 - Angelo Priore, 26 - Onofrio Zappalà, 27 | - Pio Carmine Remollino, 31 - Gaetano Roda, 31 - Antonino Di Paola, 32 - Mirco Castellaro, 33 - Nazzareno Basso, 33 - Vincenzo Petteni, 34 - Salvatore Seminara, 34 - Carla Gozzi, 36 - Umberto Lugli, 38 - Fausto Venturi, 38 - Argeo Bonora, 42 - Francesco Betti, 44 - Mario Sica, 44 - Pier Francesco Laurenti, 44 - Paolino Bianchi, 50 - Vincenzina Sala, 50 - Berta Ebner, 50 - Vincenzo Lanconelli, 51 - Lina Ferretti, 53 - Romeo Ruozi, 54 - Amorveno Marzagalli, 54 - Antonio Francesco Lascala, 56 - Rosina Barbaro, 58 - Irene Breton, 61 - Pietro Galassi, 66 - Lidia Olla, 67 - Maria Idria Avati, 80 - Antonio Montanari, 86 |

## Investigación
Inmediatamente después del atentado, el Gobierno presidido por Francesco Cossiga y las fuerzas de policía atribuyeron la explosión a causas fortuitas y, más tarde, la atribuyeron a las Brigadas Rojas.
Se comprobó que los servicios secretos del Estado habían puesto pistas falsas para entorpecer las investigaciones. En años posteriores, causó numerosas polémicas y aparecieron teorías conspiratorias relacionadas con la llamada estrategia de la tensión.
Lentamente y, gracias al impulso civil de la Asociación de familiares de víctimas de la matanza de la estación de Bolonia se llegó a una sentencia definitiva en casación el 23 de noviembre de 1995. Fueron condenados a cadena perpetua, como ejecutores del atentado, los terroristas neofascistas Valerio Fioravanti y Francesca Mambro, que siempre se han declarado inocentes. Otras personas como el general del SISMI y miembro de la P2, Pietro Musumeci fueron condenadas a varios años de cárcel debido a las pistas falsas que proporcionaron; Licio Gelli se exilió en Suiza para evitar su procesamiento.
Los organizadores de la masacre y su intencionalidad concreta nunca se han esclarecido. Durante el juicio, los representantes del Estado se refugiaron en el "secreto de Estado" para ocultar información. El neofascista Vincenzo Vinciguerra (quien cumple cadena perpetua por el atentado de Peteano de 1972) testificando en el juicio, declaró que una "estructura oculta", "dentro del Estado mismo" y vinculada con la OTAN, estaba dando una "dirección estratégica" a todos esos atentados. Esta organización se dio a conocer bajo el nombre de Gladio.

## Eventos posteriores

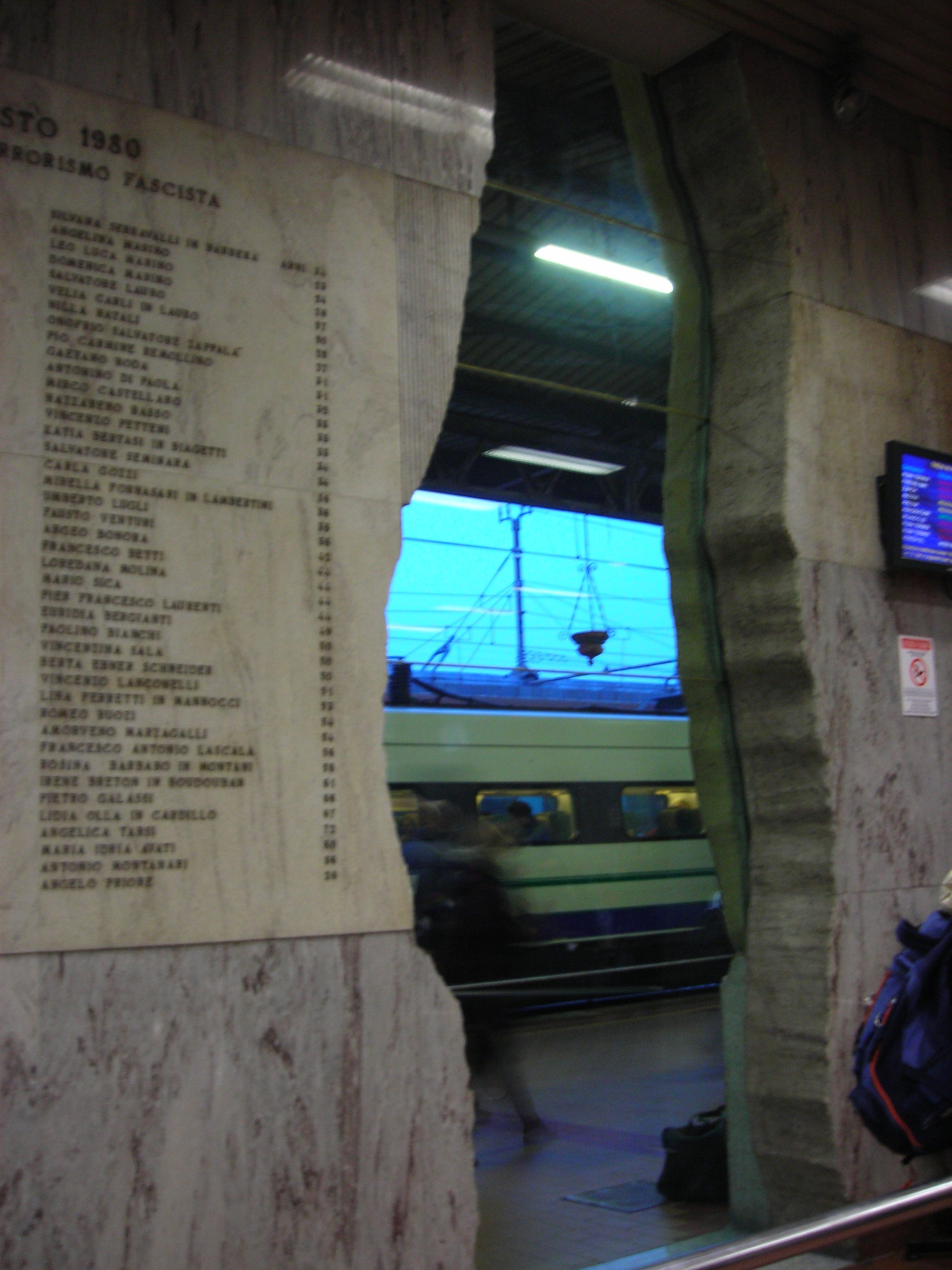
Agujero causado por la explosión.

El 2 de agosto está considerada como la jornada en memoria de todas las matanzas, y la ciudad de Bolonia junto con la Associazione tra i familiari delle vittime della strage alla stazione di Bologna del 2 de agosto de 1980 (“Asociación de familiares de las víctimas de la matanza en la estación de Bolonia del 2 de agosto de 1980”) organizan cada año un concurso internacional de composición musical y un concierto en la Piazza Maggiore.
Para recordar la matanza, al reconstruir la estación en el lugar donde se colocó la bomba se instaló una placa con los nombres de los fallecidos y un agujero en el muro que fue volado conservándose parte del suelo original. Además, el sector reconstruido presenta el enlucido externo liso y no “almohadillado” como en el resto del edificio, para que sea inmediatamente reconocible y más visible. Aparte, se ha mantenido intacto uno de los relojes que dan a la plaza situada frente a la estación, que se paró a las 10:25, hora del atentado, y que sigue marcando dicha hora.

## Detención en 2020
La Policía Nacional española detiene en Marbella a una integrante de la organización terrorista neofascista italiana Núcleos Armados Revolucionarios.

## En la cultura popular
La matanza de Bolonia forma parte del imaginario colectivo italiano y como tal ha sido evocada en numerosas obras cinematográficas y literarias. El cortometraje de Massimo Martelli Per non dimenticare (“Para no olvidar”, 1992) muestra la vida de diversas personas (interpretadas por actores famosos como Giuseppe Cederna, Massimo Dapporto, Giuliana De Sio, etc.) en la hora inmediatamente anterior a la matanza. El documental Il trentasette de Roberto Greco (“El treinta y siete”, 2005) contiene los testimonios de diversas personas que tomaron parte en las tareas de socorro. También ha sido recordada en la novela de Giancarlo De Cataldo Romanzo criminale (“Novela criminal”), así como en la homónima película de Michele Placido (2005). El trágico evento también fue recordado en la película Da zero a dieci (“De cero a diez”), en la cual Libero, uno de los cuatro protagonistas, revela que un amigo suyo perdió la vida al estar presente en la estación de Bolonia en el momento de la explosión.